# Lil Baby
 Dominique Armani Jones (Oakland City, Atlanta, 1994. december 3. –) művésznevén Lil Baby, Grammy-díjas amerikai rapper. 2017-ben vált népszerűvé a Perfect Timing című mixtape megjelenése után.
Lil Baby debütáló stúdióalbuma, a Harder Than Ever (2018) RIAA platinalemez minősítést kapott, szerepelt rajta a Yes Indeed című dal (Drake közreműködésével), amely a Billboard Hot 100-as listáján a hatodik helyet érte el. Ezt követően 2018-ban még két mixtape-et adott ki, a Drip Hardert és a Street Gossipet, előbbi a legnépszerűbb dalát, a Drip Too Hard-ot (Gunnával együtt) is tartalmazza, amely a Billboard Hot 100-as listán a negyedik helyen végzett, utóbbi pedig az amerikai Billboard 200-as listán a második helyen. Lil Baby második stúdióalbuma, a My Turn (2020) a Billboard 200-as listán az első helyen végzett, az RIAA háromszoros platina minősítést adott neki. A 42 Dugggal együtt előadott We Paid című dal a Hot 100-as listán a tízedik helyen szerepelt. 2020 júniusában kiadta a The Bigger Picture című kislemezt, amely a Hot 100-as lista harmadik helyén végzett. 2021-ben Lil Baby és a chicagói rapper Lil Durk közös albumát, a The Voice of the Heroes-t adta ki, amely a Billboard 200-as lista második első helyezettje lett.

## Diszkográfia

### Stúdióalbumok
- Harder Than Ever (2018)
- My Turn (2020)
- It's Only Me (2022)
- WHAM (Who Hard As Me) (2025)

### Kollabalbumok
- Voice Of The Heroes (Lil Durk-el)

### Mixtape-ek
- Perfect Timing (2017)
- Harder Than Hard (2017)
- Too Hard (2017)
- Street Gossip (2018)